# ألغاز عربية
الألغاز العربية تاريخيًّا كانت أحد الأنواع الأدبية المهمة في الأدب العربي، وقد وصلت ذروتها في العصر الذهبي للإسلام، وبرز أدباء تخصصوا فيها، منهم أبو عبد الله الحسين بن أحمد المغلس المراغي. لا يحتوي القرآن على ألغاز بحد ذاته، على الرغم من أنه يحتوي على تضمينات قد تكون الدافع لبروز أدب الألغاز في العصر الذهبي للإسلام. بالإضافة إلى الألغاز الموثقة في الثقافة الأدبية العربية الجاهلية، والمتناثرة في القصص القديمة المنسوبة إلى عرب قبل الإسلام، وفي الحديث وأماكن أخرى؛ والتي جُمعت في فصول. منذ القرن التاسع عشر بدأ جمع الألغاز المتداولة شفهيًا في مجموعات علمية واسعة، ولكن لا توجد حتى الآن أي موسوعة عربية جامعة لأدب الألغاز الموجود في الدواوين والكتب التراثية خاصةً تلك في فترة العصر الذهبي للإسلام.
على الرغم من أن عالم الأمثال السوري خير الدين شمسي باشا نشر في عام 1996 دراسة استقصائية عن الألغاز العربية، إلا أن العلماء المعاصرين أهملوا تحليل هذا الشكل الأدبي، حتى كاد يختفي من الثقافة العربية ولم يُعيروه أي اهتمام في الكتابات العربية؛ وهذا أدى لوجود نقص في إصدارات المجموعات المهمة. :134 n. 61ومع ذلك، نُشرَت دراسة للألغاز النحوية والدلالية في عام 2012، وفي عام 2017 نُشرَت دراسة أخرى في الألغاز الفقهية :119–56ولقد حظيت ألغاز الشعر باهتمام متزايد خاصةً في الأوساط الأدبية الغربية.

## المصطلحات والأنواع
الألغاز معروفة في اللغة العربية بشكل أساسي باسم لُغز أو أحجية أو طعمية.

ولغز هو المصطلح الأشهر. يقول النويري (1272-1332) في الفصل الخاص بالألغاز والأحاجي في كتابه نهاية الأرب في فنون الأدب:
«لَغَزَ اليربوع حجرته وألغزها: حفرها ملتوية مشكلةً على داخلها» أي أنها تصف عمل فأر الحقل عندما يحفر طريقه أولًا إلى الأمام مباشرة ثم ينحرف إلى اليسار أو اليمين من أجل التهرب من أعدائه بنجاح أكبر. كما يذكر النويري مرادفات أخرى مثل معماة، عويس ، رمز ، مهجّة ، أبيات المعاني ، ملاحين ، مرموس، تأويل ، كناية، تعريد ، إشارة ، توجيه. :283–84
إن هذه المجموعة من المصطلحات تتجاوز تلك التي يغطيها لفظ اللغز في اللغة الإنجليزية، إلى الاستعارة، والغموض، والتلاعب بالألفاظ، مما يشير إلى الحدود الواسعة لمفهوم اللغز في الثقافة العربية الأدبية. :284

### التداخل مع الأنواع الأخرى
نظرًا لأن الشعر العربي المبكر غالبًا ما يتميز بالوصف المجازي الغني والوصف التفصيلي، فهناك تداخل طبيعي في الأسلوب والنهج بين الشعر بشكل عام والألغاز بشكل خاص؛ وبالتالي فإن الألغاز الأدبية غالبًا ما تكون جزءًا من الشكل الشعري الوصفي المعروف باسم الوصف. في الواقع، فإن بعض الألغاز التي أدرجها أبو المعالي سعد الحزيري في مجموعته الرائدة من الألغاز في القرن الثاني عشر الميلادي هي أبيات مختارة من قصائد أطول، والتي كانت في سياقها الأصلي عبارة عن أوصاف مجازية وليست ألغازًا بالخصوص؛:264كما أن كتاب أبيات المعاني لأبي نصر أحمد بن حاتم الباهلي، يتضمن أيضًا ألغازًا مقصودة عند إزالتها من سياقها، أي لو أُخذَت الأبيات منفردة، ولعل هذا كان أحد الألوان الشعرية. ولتوضيح كيف أن بعض المقاطع القصيرة (الشعر المقطوع) تشكل ألغازًا، يقارن الأستاذ (آدم طالب) بين القصائد التالية.:26–31الأولى، من مختارات مجهولة المصدر تعود إلى القرن السابع عشر أو قبله، يقول الشاعر في البحر السريع عن دجاجة مشوية:

| دَجاجَةٌ صَفْراءُ مِن شَيِّها * حَمْراءُ كالوَسْدِ مِن الوَهْجِ كأَنًّها والجَمْرُ مِن تَحْتتِها * أُتْرُجَّةٌ مِن فوقِ ناسَنْجِ :27 | _ |

إن المُعمى مكتوبة بالشعر، ولا تتضمن عنصر استفهام، بل تتضمن تلميحات حول حروف الكلمة أو أصواتها. ومن الأمثلة على هذا الشكل اللغز حول اسم أحمد:
| أوله ثالث تفاحتين وربيع التفاح ثانيه وأوله المسكي له ثالثٌ وآخر الورد لباقيه | - |

في الحالة الأولى، يُذكر موضوع المقطوعة الشعرية بشكل واضح داخل القصيدة نفسها، بحيث لا يمكن اعتبار المقطوعة الشعرية لغزًا. أما في الحالة الثانية، فإن القرار يعتمد على استنتاج القارئ للنقطة بعد قراءة القصيدة.:30

### المُعمَّاة
يُستخدم مصطلح "المعمّاة" أحيانًا ليرادف كلمة "لغز" (أو للإشارة إلى التشفير أو الشفرات بشكل عام)، وكان العرب يُطلقون قديمًا على علم التشفير اسم علم التعمية، لذلك شاع استخدامه على وجه التحديد للإشارة إلى اللغز الذي يُحل بجمع الحروف المكونة للكلمة أو الاسم المراد.وهذا مثال آخر ذكره ابن داود الأصفهاني، وإجابته هي (سعد):
| فَاخر الترس له أول وثالث الدرع له آخر وخامس الساعد ثانٍ له ورابع السيف له دابر | - |

حساب الجمل هي مجموعة ألغاز متفرعة من المعماة وتُعرف بلفظ تأريخ كذلك، وهو لغز يجب على القارئ فيه جمع القيم العددية لحروف الشطر الأول من البيت للوصول إلى رقم؛ هذا الرقم هو سنة الحدث الموصوف في القصيدة. يبدو أن هذا الشكل بدأ في اللغة العربية في القرن الثالث عشر واكتسب شعبية منذ القرن الخامس عشر؛ وكما هو الحال فقد تأثرت به اللاتينية واستعارته إما مباشرةً أو من النصوص العبرية أو الآرامية أو الفارسية. القصيدة التالية من تأليف الشاعر البارز في هذا الشكل، ماميه الرومي (ت. 985 هـ الموافق 1577 م)، وقد نظمه على بحر الرجز:
| وله تأريخ: مطر هلّ بعد يأس قَدْ جاءَنا صَوْمٌ جليلٌ قدرُهُ * والحقُّ فينا قَدْ أرانا قُدْرَتَهْ وعَمَّنا الانسانَ في تأريخِهِ * وأَنْزلَ اللهُ عَلَيْنا رَحْمَتَهْ:31 | - |

يبدو أن أول من ابتكر شكل المُعمَّاة هو الشاعر أبو نواس أو على الأقل من طورها بشكل كبير، بسبب وجود نماذج أولية أو نصوص لشعراء آخرين يُنسب إليهم أيضًا اختراع الشكل: الخليل بن أحمد الفراهيدي (المعروف بتشفيره) وعلي بن أبي طالب.
ويبدو أن شكل المعماة انتشر بشدة في القرن الثالث عشر تقريبًا.:309–11
تتضمن ألغاز المعماة أيضًا ألغازًا تستخدم القيم العددية للحروف (حساب الجُمَّل). :309–11

#### حساب الجُمَّل
"وهناك أنواع من الألغاز التي استهدفها العرب، وألغاز أخرى استهدفها علماء اللغة، وأبيات لم يقصد العرب فيها الحيرة، بل نطقوا بها فصادفت حيرة، وهي نوعان: تارة يقع فيها الحيرة من أجل معناها، وأكثر أبيات المعاني من هذا النوع، وقد صنف ابن قتيبة مجلدًا في هذا، وصنف غيره مثله، وسموا هذا النوع من الأبيات "أبيات المعاني" لأنها تحتاج إلى السؤال عن معناها، ولا يدرك معناها من أول نظر، وتارة يقع فيها الحيرة من أجل اللفظ أو البناء أو الإعراب."
حروف عجُز البيت (الشطر الأخير) لها القيم التالية:
| ه | ت   | م  | ح | ر   | ا | ن  | ي  | ل  | ع  | ه | ل  | ل  | ا | ل  | ز | ن  | أ | و |
| - | --- | -- | - | --- | - | -- | -- | -- | -- | - | -- | -- | - | -- | - | -- | - | - |
| 5 | 400 | 40 | 8 | 200 | 1 | 50 | 10 | 30 | 70 | 5 | 30 | 30 | 1 | 30 | 7 | 50 | 1 | 6 |

وهذا يصل إلى عام 974 هـ (1566 م)، عام القحط الذي وصفه الرومي.:32

### أبيات المعاني
أبيات المعاني مصطلح فني مرتبط بنوع من الألغاز. عادة، أبيات المعاني هي أبيات مقتبسة من مؤلفات أطول في مختارات تسمى كتب أبيات المعاني ، والتي لم تكن غامضة بشكل خاص في سياقها الأصلي، ولكن من الصعب تفسيرها عندما تُخرَج من سياقها. ومع ذلك، فإن كتب أبيات المعاني قد تتضمن أيضًا دلالات غامضة عمدًا. :37–46وقد عرّف السيوطي هذا النوع في مصنفاته.
إن كتب أبيات المعاني منها كتاب المعاني الكبير لابن قتيبة (ت 276/ 889)، وكتاب معاني الشعر للأشنداني (ت 288/ 901)، وكتاب أبيات المعاني للباهلي معروفة الآن فقط من اقتباسات العلماء اللاحقين.

### ألغاز شرعية (ألغاز فقهية)
هناك تقليد مهم للألغاز الأدبية حول المسائل الفقهية في اللغة العربية. وفقًا لماثيو كيغان، فاللغز الفقهي يعمل كفتوى في الاتجاه المعاكس. فهو يقدم حكمًا قانونيًا أو نتيجة قانونية تبدو غير بديهية، وقد تكون صادمة. ويتم التوصل إلى الحل من خلال الهندسة العكسية للموقف الذي قد تكون فيه مثل هذه الفتوى أو النتيجة القانونية صحيحة. ويضرب مثالًا على ذلك باللغز التالي الذي طرحه ابن فرحون (ت 1397م):
فإن قلت: رجل يصلح أن يكون إمامًا ولا يصلح أن يكون مأمومًا؟ ثم أقول: هو الرجل الأعمى الذي أصم بعد أن تعلم ما يلزمه لإمامة الصلاة. ولا يجوز أن يؤمه إمام؛ لأنه لا يعلم أفعال الإمام إلا إذا نبهه عليها أحد.
ويبدو أن الألغاز الفقهية أصبحت نوعًا أدبيًا رئيسًا في القرن الرابع عشر. وقد عزا إلياس ج. سابا هذا التطور إلى انتشار الصالونات الأدبية الفكرية (المجالس) في العصر المملوكي، والتي طالبت بالأداء الشفوي للمعرفة الغامضة، وبالتالي أثرت على النصوص المكتوبة. :119–56بحلول القرن الرابع عشر، بدأ العلماء في جمع الألغاز الفقهية الموجودة في فصول من الأعمال الفقهية، ومن بينهم تاج الدين السبكي (ت. 1370) في فصل انتقائي من كتابه الأشباه والنظائر.
يبدو أن أقدم المختارات الخاصة بالألغاز الفقهية قد أُلِّفَت في القرن الرابع عشر، وأقدم المختارات المعروفة اليوم هي:
- الإسنوي (ت 1370)، المذهب الشافعي : طراز المحافل في ألغاز المسائل.
- ابن أبي العز (ت 1390)، المذهب الحنفي : التهذيب لدهين اللبيب.
- ابن فرحون (ت 1397)، المذهب المالكي : درة الغواصات في ظواهر الخواص.

وتظهر هذه الصور ثلاثًا من المدارس الأربع الرئيسة للفكر الفقهي السني وهي تنتج مجموعات من الألغاز؛ ومع ذلك، يبدو أن المدرسة الحنبلية لم تشارك كثيرًا في الألغاز القانونية. وأن التداخل بين الألغاز الفقهية والأدبيات المتعلقة بالتمييزات كان في أعظم حالاته في القاهرة المملوكية.:120ومن الأمثلة المؤثرة بشكل خاص على مجموعة الألغاز الفقهية كان مُصنف لعبد البر بن الشحينة (ت 1515)، الذي كتب الذخائر الأشرفية في الغاز الحنفية.:137–39
إن أصول هذا النموذج تعود إلى وقت سابق. وبحسب بعض الأحاديث فإن استعمال الألغاز لتشجيع التفكير في القيود الدينية في الإسلام يعود إلى النبي نفسه. ويبدو أن نوع الألغاز الفقهية نشأ جزئيًا من الاهتمام بقضايا فقهية أخرى صعبة فكريًا: الحيل (استراتيجيات لتجنب مخالفة نصوص الفقه) والفروق (التمييزات الدقيقة). ويبدو أيضًا أنها اُستُلْهِمَت من النصوص الأدبية: فكتاب "فتاوى فقيه العرب " لابن فارس (ت. 1004) يتضمن "سلسلة من الفتاوى التي تبدو للوهلة الأولى سخيفة وغير صحيحة"، ولكن يمكن تفسيرها منطقيًا من خلال استحضار معاني غير واضحة للكلمات المستخدمة في الفتاوى. وقد اُستخَدِم هذا النموذج بعد فترة وجيزة في مقامات الحريري الشهيرة (ت 1122).

### مُطير(ألغاز الطيور)
يرتبط الشاعر الأندلسي ابن زيدون في القرن الحادي عشر بنوع آخر من الألغاز، حيث نجت منه خمسة أمثلة عربية على الأقل في عمله، إلى جانب قصيدتين لشعراء يهود باللغة العبرية الأندلسية بنفس الشكل المتبادل بين أبي عمر بن مثايقة ويهودا هاليفي (على الرغم من أن جانب يهودا فقط من التبادل هو الذي نجا بالكامل). وهذا يُظهر التأثير العربي على العبرية:325–35 في هذا الشكل من اللغز، يكتب الشاعر قصيدة قصيرة. بعد ذلك يختار اسم نوع من الطيور لكل حرف من حروف الأبجدية، ويُشفّر القصيدة كأنها قائمة من أسماء الطيور. ثم يقوم الشاعر بتأليف قصيدة جديدة، يذكر فيها أسماء كل هذه الطيور بالترتيب الصحيح، ويرسلها إلى متلقيها، مدعيًا في كثير من الأحيان أنها مرسلة عن طريق بريد الحمام. :325–35 لفظ مطير المستخدم هذه الألغاز عادةً ما يُطلق على القماش المزخرف بتصاميم تمثل الطيور.

## تاريخ الألغاز الأدبية

### ما قبل العباسيين (قبل 750م)

#### فيالحديث
يوجد أحد الألغاز المنسوبة إلى النبي في باب الحياة من كتاب العلم في صحيح البخاري (ت 870) والموطأ لمالك بن أنس (ت 796). يقول محمد: إِنَّ مِنَ الشَّجَرِ شَجَرَةً لاَ يَسْقُطُ وَرَقُهَا، وَإِنَّهَا مَثَلُ الْمُسْلِمِ، حَدِّثُونِي مَا هِيَ. ولكنها لا تشرح كيف أن شجرة النخيل تشبه المسلم، مما أدى إلى نقاش واسع النطاق بين العلماء المسلمين في العصور الوسطى. ومع ذلك، فإن الحديث مهم لأنه يشرع استخدام الألغاز في التعليم الديني والقانوني في الإسلام.
وفقًا للسبكي، فإن أقدم مثال معروف للألغاز ما بعد النبوية يتعلق بالصاحبي ابن عباس (ت 687 م)، الذي سُئل سلسلة من الألغاز التفسيرية مثل "أخبرني عن رجل يدخل الجنة ونهى الله محمدًا عن أن يفعل ما فعل". يجيب ابن عباس أن هذا هو يونس، حيث إن القرآن يقول للنبي محمد (وَلَا تَكُن كَصَاحِبِ الْحُوتِ إِذْ نَادَىٰ وَهُوَ مَكْظُومٌ) في سورة الفلم 68:48.) 

#### في الشعر
لا يوجد دليل يذكر على وجود ألغاز عربية شعرية في فترة ما قبل الإسلام. توجد مسابقة ألغاز، يُفترض أنها جرت بين امرؤ القيس وعبيد بن الأبرص في القرن السادس الميلادي،:296–97  ولكن لا يُعتقد أنها من تأليف هذين الشعراء.:19 n. 83  إن ذي الرمة (حوالي 696–735) هو أحد أقدم مؤلفي الألغاز الذين أُبتُوا بشكل موثوق، وقد ساهمت ألغازه الشعرية "بلا شك" في "ترسيخ وانتشار" الألغاز الأدبية العربية،:19  على الرغم من أن مساهمته الدقيقة في هذه العملية "لم تُقيم بعد". إن ديوانه "أحجية العرب" ملفت للنظر بشكل خاص،.:19:19–20 يقول في القصيدة 82:

| وَجَارِيَةٍ لَيْسَت مِنَ ٱلْإنْسِ تَسْتَحِى وَلَاٱلْجِنِّ قَدْ لَاعَبْتُهَا وَمَعِى دُهْنِى فَأَدْخَلْتُ فِيهَا قَيْدَ شِبْرٍ مُوَفَّرٍ فَصَاحَتْ وَلَا وَٱاللهِ مَا وُجِدَتْ تَزْنِى فَلَمَّا دَنَتْ اهْرَاَقَةُ ٱلْمَآء أَنْصَتَتْ لِأَعْزِلَةٍ عَنْهَا وَفِى ٱلنَّفْسِ أَنْ أُثْنِى | [ 18 ] |

الحل لهذا اللغز هو أن الراوي يستخرج الماء من بئر. الخادمة الخجولة هي الدلو. يوجد على الدلو حلقة، يقوم الراوي بإدخال دبوس فيها متصل بالحبل الذي يستخدمه لسحب الماء. عندما يرفع الدلو فإنه يصدر ضوضاء، ولكن بمجرد وصوله إلى الأعلى فإنه يصبح ساكنًا وبالتالي هادئًا. بمجرد سكون الدلو، يمكن للراوي أن يسكب الماء، ويملأ الدلو مرة أخرى.

### العباسيون (750-1258م)

#### بقلم الشعراء
وفقًا لبيتر سموور، في مناقشته لمجموعة من الشعراء من القرن التاسع إلى القرن الحادي عشر،
هناك تطور بطيء ولكن واضح يمكن تتبعه في قصائد اللغز العربية عبر الزمن. لقد نظم الشعراء الأوائل، مثل ابن الرومي، والسري الرفاء، والمتنبي ، قصائد ألغاز من النوع الضيق، أي من دون استخدام الكلمات المتجانسة المفيدة، لكن ممارسات أبي العلاء كانت تتجه نحو العكس، ففي أعماله أصبحت الألغاز الضيقة نادرة نسبيًّا، في حين أن الألغاز المتشابهة شائعة جدًا. :309
تتم مناقشة الألغاز من المعلقين الأدبيين والنحويين، ويقال أنهم بدأوا بالنحوي في القرن الثامن الخليل بن أحمد (ت. 786)، (الذي يُنسب إليه لاحقًا اختراع اللغز (المقفى)). ربما كان كتاب الأرماز في الألغاز أول كتاب عربي للألغاز، وقد ألفه أبو العباس الضبي (توفي حوالي عام 1000)، ولكنه الآن ضاع باستثناء عدد صغير من الاقتباسات. :265ومن المناقشين البارزين في هذا الموضوع هو إبراهيم بن وهب الكاتب في القرن العاشر في كتابه نقد النثر، والمثال الساير (الفصل 21، في الحجي ) لضياء الدين أبو الفتح نصر الله بن الأثير (ت ١٢٣٩). :285–92 مثل هذه النصوص هي أيضًا مخازن مهمة للألغاز.
وتظهر مجموعات الألغاز، إلى جانب قصائد أخرى، في مختارات العباسيين. وهي تشمل المختارة 89 من قسم الزهراء (' فكر ما جاء في الشعر من معنى مستور لا يفهمه سامعه إلاَّ بتفسير ') لابن داود الأصبهاني (868-909 م)؛ والجزء 25 من العقد الفريد (تحديدًا قسم باب اللسان ) لابن عبد ربه (860-940)؛ وحلية المحاضر للحاتمي (ت 998)؛ وباب فصل في تعمية الأشعار في ديوان المعاني لأبي هلال العسكري (ت بعد 1009).
ومن بين الموضوعات المتنوعة التي تناولتها الألغاز في هذه الفترة، كانت ألغاز الأقلان الشائعة بشكل خاص: على سبيل المثال، يقدم كتاب الذخيرة لابن بسام (1058-1147) أمثلة لابن خفاجة، وابن المعتز، وأبي تمام، وابن الرومي، والمعري. كما قد برع المسلمون في الألغاز الموسيقية وآلاتها، إلى جانب المصابيح والشموع، كما قد كتب بنو موسى والجزري في مؤلفاتهم عن حيل ميكانيكية، هدفها الترفيه، لكنها لم تكن لغوية. من بين مجموعة واسعة من القصائد الوصفية التي كتبها ابن الرومي (توفي عام 896)، حدد بيتر سموور قصيدة واحدة فقط بها لغز::297–98

| وحيةٌ في رأسِها دُرَّةٌ تَسبَحُ في بحرٍ قصيرِ المَدَى. إن بَعُدَت كان العَمى حاضِرًا، وإن دَنَت بانَ طريقُ الهُدى. | - |

الحل لهذا اللغز هو فتيل المصباح الزيتي المشتعل. يحتوي ديوان ابن المعتز (861-908) على ألغاز حول آلة الرجل، وعجلة المياه، وناي القصب، وأشجار النخيل، ولغزان حول السفن. يحتوي ديوان السري الرفاعي (ت 973) على العديد من الألغاز حول الأشياء الدنيوية، بما في ذلك شبكة صيد السمك، والشمعة، والمروحة، والبراغيث، والطبل، وموقد النار. :298–300 اشتهر المأموني (ت. 993) بمجموعة كبيرة من الأوصاف المختصرة التي تندرج ضمن نوع اللغز. أشار كارل بروكلمان إلى أبي عبد الله الحسين بن أحمد المغلي، المرتبط ببلاط بهاء الدولة (حكم 988-1012)، باعتباره مؤلفًا رئيسًا للألغاز. كما يُشار إلى أبي العلاء المعري (973-1057) باعتباره من رواد الألغاز؛ ويذكر ابن العديم أن عمله "جامع الأوزان" (وهو من الأعمال المفقودة) احتوى على 9000 سطر شعري من الألغاز، وقد احتفظ بعض العلماء اللاحقين ببعض النصوص منهم، وخاصة يوسف البديعي. تتميز ألغاز المعري باللعب بالألفاظ والموضوعات الدينية. :302–9قام ابن التلميذ (1074-1165) بتأليف بعض الألغاز الشعرية. :266 وقام أسامة بن منقذ (1095-1188) بتطوير شكل اللغز فجعله وسيلة مجازية لنقل المشاعر الشخصية. :300–2 ألف الشاكر البصري (عاش في النصف الثاني من القرن الحادي عشر) كتاب المرموس، الذي يحتوي على ألغاز كتبها هو وعشرة آخرون على الأقل، وهي معروفة الآن من اقتباسات الحزيري فقط؛ وقد نجا بهذه الطريقة 74 لغزًا شعريًا وعشرة ألغاز نثرية للشاكر البصري. :266 كما يحتوي ديوان ابن الفارض (1181-1234) على أربعة وخمسين لغزًا من نوع الألغاز المعماة.
ألف ابن الشريف درخوان العذيلي (ت 1257) مجموعة ضخمة من الألغاز المختصرة عن الجواري، في كتاب أسماه ألف جارية وجاري وهو كتاب مخطوط نجت منه نسخة واحدة. أقدم مجموعة ألغاز عربية نجت بالكامل من مؤلف واحد هي مجموعة زين الدين بن العجمي (1195-1276)، ولكنها لا زالت مخطوطة.:80

#### في سياقات السرد
دُمجَت الألغاز أيضًا في فن المقامات. ومن الأمثلة المبكرة على ذلك مقامات بديع الزمان لمؤلفها بديع الزمان الهمذاني (969–1007 م)، على سبيل المثال كان هناك ألغاز في المقامات 3، 29، 31، 35. وهذا المثال لأحد ألغاز الهمذاني مأخوذ من مكان آخر في ديوانه، وقد ألفه خصيصًا للصاحب بن عباد:

| أخوانِ مِنْ أمٍّ وأبٍ، لا يَفتُرَانِ عنِ الشَّغَبِ. كِلاهُما منهَكٌ، يَشكو مُعاناةَ التَّعَبِ. وكِلاهُما حَنِقُ الفُؤادِ، على أخيهِ بلا سَبَبِ. يُغريهِما بالشَّرِّ صِبْيٌ، طُوْلُ الرِّيحِ وابنُ أبي الخَشَبِ. ما منهما إلَّا بِهِ، شَرْطُ اليُبُوسَةِ والغَضَبِ. فلنا بصُلحِهِما هَلَاكٌ، ولنا بحَربِهِما كَسَبُ. يا أيُّها المَلِكُ الذي، في كلِّ خَطْبٍ يُنتَدَبُ. أَدرِكْهُ إدراكَ الذَّكيِّ، فقد وصَفتُ كما وَجَبَ. | - |

الإخوة هم عبارة عن أحجار الرحى، تحركها عجلة مائية مصنوعة من الخشب.

كانت مقامات الهمذاني مصدر إلهام لمقامات الحريري البصري (1054-1122م)، والتي تحتوي على عدة أنواع مختلفة من الألغاز (في المقامات 3، 8، 15، 24، 29، 32، 35، 36، 42 و44) وبهذا تجعله أحد أبرز كتب الألغاز في العالم العربي في العصور الوسطى. :291ومن بين ألغازه ما يلي:
ثم قال: "والآن إليكم آخر، يا سادة العقول، مفعم بالغموض:هو شق في رأسه، من خلاله يُعرف 'الكتاب'، حيث يفخر به الملائكة الكرام الذين يكتبون الأعمال؛

عندما يُعطى الشراب، يتوق للمزيد، وكأنه عطشان، ويهدأ عندما يستولي عليه العطش؛

ويبعثر الدموع حوله عندما تُأمره بالجري، لكنها دموع تتلألأ بسطوع ابتسامة. (نص مترجم من البحث الإنجليزي وليس النص العربي الأصلي) بعد أن لم نتمكن من تخمين من قد يكون هذا، أخبرنا أنه كان يبحث في قلم القصب.
ومن الأمثلة على الألغاز الفقهية في مقامات الحريري، تلك اللحظة التي سئل فيها بطل الرواية، أبو زيد السروجي، "هل يجوز الطواف في الربيع؟" - أي يبدو أن السؤال يسأل عما إذا كانت العادة المهمة المتمثلة في السير حول الكعبة مسموح بها في الربيع . فيجيبه أبو زيد فجأة: "إن ذلك منكر لوقوع أمر منكر" ـ ويفسر النص أنه يقول ذلك لأن كلمة "التطوف" قد تعني أيضاً "إراحة الأمعاء"، وكلمة "الربيع " قد تعني أيضًا "مصدر الماء".مخطوطة غالاند من كتاب ألف ليلة وليلة لا تحتوي إلا على لغز واحد. في الليلة التاسعة والأربعين في بيتي شعر مصورين على شكل أوصاف مكتوبة على أشياء، تشبه في شكلها ألغاز الأبيات الشعرية. الأول مكتوب على كأس:
| أحرقونى بالنار يستنطقوني * وجدوني على البلاءِ صبورا لأجل هدا حملت فوق الأيادى * ولتمت من الملاح التغورا | - |

والثاني مكتوب على رقعة الشطرنج:
| جيشان يقتتلان طول نهارهم * وقتالهم في كل وقت زائد حتى إذا جَنّ الظلام عليهم * ناما جميعًا في فراشٍ واحد | - |

ومع ذلك، فإن العديد من القصص في المخطوطات اللاحقة لـ "ألف ليلة وليلة" تنطوي على الألغاز. على سبيل المثال، هناك قصة أسطورية تعود إلى القرن العاشر الميلادي عن الشاعر امرؤ القيس، والتي أصر فيها على أنه لن يتزوج إلا من المرأة التي تستطيع أن تحدد أي ثمانية، وأربعة، واثنتين هن. بدلًا من "أربعة عشر"، فإن الإجابة هي عدد الحلمات الموجودة على كل من الكلب، والجمل، والمرأة على التوالي. وهناك أيضًا ألغاز أخرى طلبها الشاعر تعتمد على ذكاء خطيبته الجديدة.

## ألغاز شعبية
لقد جمع العلماء في مختلف أنحاء العالم العربي الألغاز، ويمكننا أن نقول "إن اللغز العربي ظاهرة منفصلة". ومن أمثلة الألغاز الحديثة، كما صنفها وانتقاها (تشيت):
- غير معارض
  - حرفي: ورقاء على ورق، ما هي؟ (البصلة) (المغرب)
  - مجازي: مدينة حمراء، جدارنها خضراء، مفتاحها حديد، وسكنها عبيد (البطيخ) (فلسطين)
  - حل متضمن في السؤال: خيار اسمه وأخضر جسمه، الله يهديك على اسمه (الخيار) (فلسطين)
- معارضة
  - تناقض متناقض (يمكن أن يكون أحد عنصرين وصفيين فقط صحيحًا): كبيرةٌ كَالفِيلِ، وتُنصَرُّ في مِندِيلٍ (ناموسيّة) (ليبيا)
  - تناقض استبعادي (ينفي العنصر الوصفي الثاني خاصية من خصائص العنصر الوصفي الأول): يمشي بلا رأس، ويقتل بلا رصاص (النهر) (الجزائر)
    - المتناقض الحرماني المعكوس: جاز الوادِ على رِجلٍ (عُكّاز) (المغرب)

  - التناقض السببي (الأشياء لا تتطابق كما هو متوقع؛ هناك بُعد زمني): خُلِقَ شابًّا، كَبِرَ وَشَابَ، وَمَاتَ شابًّا (القمر) (تونس)
- متناقض (زوج من المكملات الثنائية غير المتعارضة المتناقضة مع بعضها البعض):ملِكانِ في مَجلسٍ، إنْ غابَ هذا، ذاكَ حَضَرَ (الشمسُ والقمرُ) (السودان)
- مركب (مع عناصر وصفية متعددة، تندرج تحت فئات مختلفة عن تلك المذكورة للتو): شيءٌ يأكلُ مِن غيرِ فَمٍ، إنْ أَكَلَ عاشَ، وإنْ شَرِبَ ماتَ (النار) (مصر)

### المجموعات والمؤشرات
- جياكوبيتي، أ.، مجموعة الألغاز العربية الشعبية (الجزائر 1916)
- هيللسون، س.، " الأمثال والأقوال والألغاز والمعتقدات الشعبية العربية "، مذكرات وسجلات السودان ، 4.2 (1921)، 76-86
- Ruoff، Erich (ed. and trans.)، Arabische Rätsel، gesammelt، übersetzt und erläutert: ein Beitrag zur Volkskunde Palästinas (Laupp، 1933).
- ليتمان، إينو (محرر)، Morgenländische Spruchweisheit: Arabische Sprichwörter und Rätsel. Aus mündlicher Überlieferung gesammelt und übtertragen, Morgenland. Darstellungen aus Geschichte und Kultur des Ostens، 29 (لايبزيغ، 1937)
- Quemeneur، J.، الألغاز التونسية (تونس 1937)
- ابن عزوز، م. ورودولفو جيل، ' Coleccion de adivinanzas marroquies '، Boletín de la Asociación Española de Orientalistas ، 14 (1978)، 187-204
- دوبوس، أندريه، 'Énigmes tunisiennes'، IBLA ، 53 no. 170 (1992)، 235-74؛ 54 لا. 171 (1993)، 73-99
- الشامي، حسن م.، التقاليد الشعبية في العالم العربي: دليل تصنيف الزخارف ، مجلدان (بلومنجتون: مطبعة جامعة إنديانا، 1995)
- هيث، جيفري، الحسانية العربية (مالي): نصوص شعرية وإثنوغرافية (فيسبادن: هاراسوفيتس، 2003)، ص 11. 186–87
- محمد بابا، أحمد سالم ولد، 'Estudio de algunas Expressions Fijas: Las adivinanzas, acertijos y enigmas en Hasaniyya'، Estudios de Dialectología norteafricana y Andalusí ، 8 (2004)، 135-147
- محمد بابا، أحمد سالم ولد، 'التقليد الشفهي الحساني: el lexico nómada de las adivinanzas' [التقليد الشفهي الحساني: المعجم البدوي للألغاز]، Anaquel de Estudios Árabes ، 27 (2016)، 143-50دُوِي:10.5209/rev_ANQE.2016.v27.47970 .

#### مالطا
- أربيري، أ. ج. ، مختارات مالطية (أكسفورد: مطبعة كلارندون، 1960)، ص. 1-37 (الألغاز إلى جانب الأمثال والحكايات الشعبية وما إلى ذلك، في الترجمة الإنجليزية)
- جوزيف، كسار بوليسينو، H̄aġa moh̄ġaaa u tah̄bil il-moh̄h̄ich̄or ، Il-Folklore taʾ مالطا u Gh̄awdex، 1-3، 3 مجلدات (مالطا، 1957-1958) (راجع "نحو تحليل للألغاز المالطية"، Scientia ، 35 (1972)، 41-42، 85-91، 139-144، 181-189؛ 36 (1973)، 37-39.
- Stumme, H. Maltesische Märchen, Gedichte und Rätsel in deutscher Übersetzung, Leipziger Semitische Studien, I.5 (لايبزيغ: JC Hinrichs 1904) (القصص الخيالية والقصائد والألغاز المالطية في الترجمة الألمانية)

## التأثير
أثرت تقاليد الألغاز العربية على الألغاز والأدب العبراني في العصور الوسطى. :443, 530أحد أبرز رواد هذا النوع من الشعر العبري هو الشاعر الأندلسي يهوذا اللاوي، الذي كتب على سبيل المثال
ما هو الشيء النحيف، الناعم، والدقيق، الذي يتكلم بقوة وهو أخرس، ويقتل في صمت تام، ويقذف دم الحملان؟

(الجواب هو "القلم").

## طالع أيضًا
- لغز
- ألغاز فارسية
- وصف